# 黄冈县
黄冈县是中国湖北省旧县名。始置于隋开皇十八年（598年），建置沿袭至1990年，历代均为郡、府、州治所。
“黄冈县”历代均为郡、府、州治所。但其治所“黄州”所指地域存在差异：“黄州”原指今武汉市新洲区的邾城（即古黄州、旧黄州城、旧州，后因俗改称新洲）。唐末，黄州城迁移县治于近代所知的黄州城（今黄冈市区，即新黄州）。
因明清之时，旧黄州城和新黄州城均属于黄州府黄冈县管辖，故部分古文中所述黄州，即可能指代旧黄州城（邾城），也可能指代新黄州城（今黄冈市区）。
因旧黄州城（邾城）在历史上曾短暂作为“齐安郡”治所，故在宋代以降的文学作品（如苏轼的一些诗文）中，常用“齐安”指代今武汉市新洲区、麻城市等地。
1950年以前，黄冈县辖地大致相当于今地级黄冈市所辖的黄州区、团风县和武汉市所辖的新洲区，1951年至1990年间则大致相当于今黄州区和团风县。

## 重要沿革年表
- 隋朝开皇十八年（598年）：改南安县为黄冈县，县治黄州城（今武汉市新洲区邾城），亦是历代郡、府、州治所。
- 唐朝中和三年(883年)，杭州镇将董昌反叛，拒绝朝廷派去的刺史路审中入城，路在逃时客居黄州，闻鄂州(武昌)刺史崔绍病故，便在黄州地方招募三千兵马，前去占鄂州。唐时鄂、岳、黄三州同属武昌军，武昌牙将杜洪随之与路审中勾结，并一同占领岳州，自封刺史。他们占领了鄂、岳二州，仍然据有黄州，为了军事上的进退便捷，于是他们擅迁黄州治所于今黄州区禹王城。后来，杜洪趁安陆周通率兵攻打路审中时，乘虚入鄂州，被唐僖宗拜为本军节度使，杜企图将鄂、岳、蕲、黄之地连城一片，谋求更大势力，但遭到四方军阀和土团头领的猛烈攻击。时永新吴讨率土团军占据了黄州，为了有别于杜洪所据的旧黄州，于是打出了新黄州的旗号，也就是后来出现的д“新州”一说，时达八年之久。《资治通鉴》载唐昭宗乾宁元年(894年)，“3月，黄州刺史吴讨举州降杨行密。”由此可见，吴讨的黄州刺史也是得到朝廷认可的。当时出现了杜洪所据的黄州(今黄州禹王城)、吴讨所据的黄州(今新洲)两个黄州。由于吴讨降杨行密，黄州城即废，州、府、县衙迁至禹王城，并沿用了黄州之名，因此，才有了今黄州、黄冈之名。黄州故城则被称之为“旧州”（现新洲）。
- 元朝时，属黄州、黄州路。
- 明、清时，属黄州府。
- 1912年，全国废府，保留黄冈县，1913年属鄂东道。
- 1929年：县城迁往团风镇（今团风县团风镇）。
- 1932年：县城回迁黄州镇。
- 1947年10а月10日，解放军刘邓大军第十七旅击溃驻守团风镇的国军暂编十七旅，第一次攻占团风镇[1]。
- 1949年4月，解放军发起渡江战役。5月13日夜，解放军四野第156师466团担任主力开始进攻团风镇。14日6时，战斗结束，攻占团风镇。随后，解放军攻占湖北重镇武汉。6月初，中共政权在黄冈县建立起军事管制委员会，接管当地中华民国政府机关、学校、邮电、医院等单位。同时，将中共黄冈县委、县爱国民主政府机关由黄州镇移驻团风镇[1]。
- 1949年后隶属于黄冈专署（后改为黄冈专区、黄冈地区），专署驻黄州镇，县城则再迁团风镇。
- 1951年：县境西部划出，分设新洲县（今武汉市新洲区）。
- 1955年：县城复迁黄州镇。
- 1983年：黄州镇划归新设立的地级鄂州市，改设鄂州市黄州区。
- 1987年：撤消鄂州市黄州区，恢复为黄州镇，复归黄冈县。
- 1990年：撤消黄冈县，改设县级黄州市，「黄冈县」遂成为历史名词。
- 1996年：撤消黄冈地区和县级黄州市。黄冈地区改设地级黄冈市，市政府驻黄州；原县级黄州市则一分为二，南部设黄州区，北部设团风县，均隶属于新的地级黄冈市。